# ويكو
ويكو (بالإنجليزية: Wiko)‏ هي شركة تصنيع هواتف ذكية فرنسية، مملوكة بالأغلبية لمجموعة «تينو موبايل» الصينية وتُصنّع هواتفها في الصين. قامت ويكو بشحن 2.6 مليون جهاز في عام 2013، معظمها من الهواتف الذكية المزدوجة الشريحة بنظام أندرويد. في عام 2013، باعت الشركة 1.7 مليون هاتف ذكي في فرنسا وكانت ثاني أكبر شركة بيع هواتف ذكية في البلاد بعد سامسونج.